# Generi di Therevidae

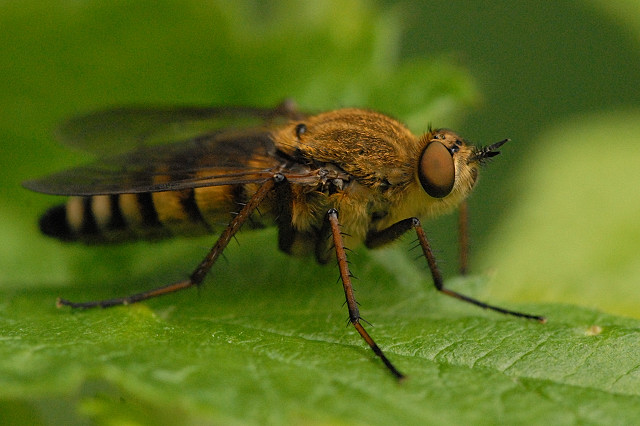
Thereva nobilitata

La famiglia dei Therevidae comprende oltre 1600 specie viventi ripartite fra 121 generi in quattro sottofamiglie Altri cinque generi comprendono esclusivamente specie fossili.

## Legenda
- AF: Ecozona afrotropicale
- AU: Ecozona australasiana
- NE: Ecozona neartica
- NT: Ecozona neotropicale
- OR: Ecozona orientale
- PA: Ecozona paleartica

## Sottofamiglia Agapophytinae
Endemici dell'Australasia, gli Agapophytinae si ripartiscono fra 12 generi:
- Agatopygia Kröber, 1912: AU
- Acraspisa Kröber, 1912: AU
- Acraspisoides Hill & Winterton, 2004: AU
- Acupalpa Kröber, 1912: AU
- Agapophytus Guérin-Méneville, 1831: AU
- Belonalys Kröber, 1912: AU

- Bonjeania Irwin & Lyneborg, 1989: AU
- Laxotela Winterton & Irwin, 1999: AU
- Parapsilocephala Kröber, 1912: AU
- Patanothrix Winterton, 2001: AU
- Pinnipons Winterton, 2001: AU
- Vomerina Winterton, 2007: AU

## Sottofamiglia Phycinae
A diffusione afrotropicale-oloartica, i Phycinae comprendono 13 generi:
- Acathrito Lyneborg, 1983: AF PA
- Actorthia Kröber, 1912: AF PA
- Araeopus Lyneborg, 1983: PA
- Ataenogera Kröber, 1914: NE
- Efflatouniella Kröber, 1927: PA
- Neotabuda Kröber, 1931: AF
- Orthactia Kröber, 1912: AF

- Parapherocera Irwin, 1977: NE
- Pherocera Cole, 1923: NE
- Phycus Walker, 1850: AF
- Ruppellia Wiedemann, 1830: AF
- Salentia Costa, 1857: PA
- Schlingeria Irwin, 1977: NE

## Sottofamiglia Therevinae
Sottofamiglia cosmopolita, quella dei Therevinae si suddivide in 84 generi.
- Acantothereva Séguy, 1935: PA
- Acrosathe Irwin & Lyneborg, 1981: NE
- Actenomeros Winterton & Irwin, 1999: AU
- Ambradolon Metz & Irwin, 2000: NT
- Ammonaios Irwin & Lyneborg, 1981: NE
- Ammothereva Lyneborg, 1984: PA
- Amplisegmentum Webb, 2005: NT
- Anabarhynchus Macquart, 1848: NE PA
- Anolinga Gaimari & Irwin, 2000: NT
- Apenniverpa Webb, 2005: NT
- Arenigena Irwin & Lyneborg, 1981: NE
- Argolepida Metz & Irwin, 2003: NT
- Aristothereva Frey, 1921: PA
- Baryphora Loew, 1844: PA
- Brachylinga Irwin & Lyneborg, 1981: NE
- Breviperna Irwin, 1977: NE
- Bugulaverpa Gaimari & Irwin, 2000: OR
- Caenophthalmus Kröber, 1931: AF
- Chromolepida Cole, 1823: NE
- Chrysanthemyia (Becker, 1912): PA
- Cionophora Egger, 1854: PA
- Cliorismia (Enderlein, 1927): PA
- Coleiana Gaimari & Irwin, 2000: NT
- Crebraseta Gaimari & Irwin, 2000: NT
- Cyclotelus Walker, 1850: AF NE
- Dialineura Rondani, 1856: NE PA
- Dichoglena Irwin & Lyneborg, 1981: NE PA
- Distostylus Webb, 2003: AU
- Ectinorhynchus Macquart, 1850: AU
- Elcaribe Webb & Metz, 2006: NT
- Entesia Blackman, 1968: NT
- Euphycus Kröber, 1912: PA
- Eupsilocephala Kröber, 1912: AU
- Hermannula Strand, 1932: PA
- Hoplosathe Lyneborg & Zaitzev, 1980: PA
- Iberotelus Lyneborg, 1989: PA
- Incoxoverpa Webb & Irwin, 1999: NE
- Insulatitan Metz & Irwin, 2000: NT
- Irwiniella Lyneborg, 1976: AF AU PA
- Johnmannia Irwin & Lyneborg, 1989: AU
- Lindneria Kröber, 1929: NT
- Litolinga Irwin & Lyneborg, 1981: NE

- Lysilinga Irwin & Lyneborg, 1981: NE
- Manestella Metz, 2003: AU
- Megalinga Irwin & Lyneborg, 1981: NE
- Megapalla Lyneborg, 2001: OR
- Megathereva Lyneborg, 1992: AU
- Melanacrosathe Lyneborg, 1999: OR
- Melanothereva Malloch, 1932: NT
- Microthereva Malloch, 1932: NT
- Nanexila Winterton & Irwin, 1999: AU
- Nebritus Coquillett, 1894: NE
- Neodialineura Mann, 1928: AU
- Neophycus Kröber, 1931: AF
- Neotherevella Lyneborg, 1978: AF PA
- Nesonana Gaimari & Irwin, 2000: NT
- Nigranitida Metz, 2003: NT
- Notiothereva Metz & Irwin, 2003: NT
- Ozodiceromyia Bigot, 1889: NE
- Pachyrrhiza Philippi, 1865: NT
- Pallicephala Irwin & Lyneborg, 1981: NE
- Pandivirilia Irwin & Lyneborg, 1981: NE PA
- Penniverpa Irwin & Lyneborg, 1981: NE
- Peralia Malloch, 1932: NT
- Procyclotelus Nagatomi & Lyneborg, 1987: PA
- Protothereva Malloch, 1932: NT
- Pseudothereva Lyneborg, 1976: AF
- Psilocephala (Zetterstedt, 1838): NE PA
- Ptilotophallos Webb, 2005: NT
- Rhagioforma Irwin & Lyneborg, 1981: NE
- Schoutedenomyia Kröber, 1936: AF PA
- Spinalobus Webb, 2007: NE
- Spiracolis Webb, 2005: NT
- Spiriverpa Irwin & Lyneborg, 1981: NE PA
- Squamopygia Kröber, 1928: AU
- Stenopomyia Lyneborg, 1976: AF
- Stenosathe Lyneborg, 1976: AF PA
- Tabuda Walker, 1852: NE PA
- Tabudamima Irwin & Lyneborg, 1981: NE
- Taenogera Kröber, 1912: AU
- Taenogerella Winterton & Irwin, 1999: AU
- Thereva (Latreille, 1797): AF NE PA
- Winthemmyia Webb, 2005: NT
- Xestomyzina Kröber, 1912: PA

## Sottofamiglia Xestomyzinae
A diffusione prevalentemente afrotropicale, gli Xestomyzinae si ripartiscono fra 12 generi. Due soli di questi sono rappresentati nel continente americano.
- Braunsophila Kröber, 1931: AF
- Ceratosathe Lyneborg, 1972: AF
- Cochlodactyla Lyneborg, 1972: AF
- Delphacura Lyneborg, 1972: AF
- Hemigephyra Lyneborg, 1972: AF
- Henicomyia Coquillett, 1898: NE

- Lyneborgia Irwin, 1873: AF
- Microgephyra Lyneborg, 1972: AF
- Pentheria Kröber, 1914: AF
- Peratrimera Hauser & Irwin, 2005: NT
- Stenogephyra Lyneborg, 1987: AF
- Xestomyza Wiedemann, 1820: AF

## Generi estinti
- Dasystethos Hauser, 2007: Eocene
- Glaesorthactia Hennig, 1967: Eocene
- Helicorhaphe Ksiazkiewicz, 1970: Eocene[1]
- Kroeberiella Hauser, 2007: Eocene
- Palaeopherocera Hauser & Irwin, 2005: Eocene